# Santa Lúcia
Santa Lúcia (em inglês:  Saint Lucia, pronunciado: [seɪnt ˈluːʃə] (escutarⓘ); em francês:  Sainte-Lucie) é um país insular das Pequenas Antilhas, no Caribe (Caraíbas em português europeu), próximo à Martinica, São Vicente e Granadinas e Barbados. Seu nome foi dado por Cristóvão Colombo, que ali esteve, em 1502.
Os primeiros a povoarem a ilha de Santa Lúcia foram os Aruaques no século III a.C., que foram expulsos posteriormente pelos Caribes (Caraíbas em português europeu). Espanhóis e ingleses tentaram ocupar a ilha, mas encontraram forte resistência dos nativos caribes. Em 1660, os franceses conseguiram se estabelecer ali, iniciando uma longa disputa com a Inglaterra que durou 150 anos. Por conta disto, a bandeira de posse em Santa Lúcia foi mudada catorze vezes consecutivas. Através do Tratado de Paris, em 1814, a Grã-Bretanha assumiu definitivamente o controle da ilha de Santa Lúcia, embora o período em que ela esteve sob dominação francesa tenha deixado marcas, inclusive no próprio idioma local, um patoá resultante da mescla de dialetos africanos com o francês.
Foi desenvolvido na ilha pelos ingleses o cultivo de cana-de-açúcar e, posteriormente, a introdução do cacau. Frutas tropicais também são produzidas, como a banana — seu principal produto — e o coco.
Entre 1959 e 1962, a ilha foi uma província da Federação das Índias Ocidentais. Tempos depois, foi-lhe atribuído o autogoverno, em 1967, e a independência a 13 de dezembro de 1978, como membro da Comunidade de Nações (Commonwealth).

## Etimologia
O topônimo Santa Lúcia foi dado à ilha por Cristóvão Colombo em homenagem à santa do dia, quando aí aportou em 13 de dezembro de 1502. Os habitantes de Santa Lúcia são santa-lucenses ou santa-lucienses, não havendo o gentílico no feminino do plural nem do singular, portanto este adjetivo pátrio é neutro nas duas flexões gramaticais de gênero e número.

## História

### Povos indígenas, descobrimento, colonização e independência
Os primeiros habitantes de Santa Lúcia, pacíficos índios aruaques, foram expulsos por belicosos caribes antes da chegada dos europeus. A ilha foi descoberta em 13 de dezembro de 1502 por Cristóvão Colombo, navegador genovês que deu-lhe o nome de Santa Lúcia em homenagem à santa do dia. Ingleses e franceses tentaram sem êxito apoderar-se de Santa Lúcia no século XVII, mas foram expulsos pelos caribes. Em 1650, colonos franceses se instalaram na ilha. A partir de 1756, Santa Lúcia mudou de mãos várias vezes durante as guerras entre a Grã-Bretanha e a França. Em 1763, o Tratado de Paris estabeleceu finalmente a soberania britânica. A escravidão foi abolida em 1836.
A primeira constituição de 1924, estabeleceu um governo representativo. Entre 1958 e 1962, Santa Lúcia integrou a Federação das Índias Ocidentais e alcançou a independência completa em 1967, como estado associado ao Reino Unido. Em 22 de fevereiro de 1979, tornou-se independente, integrado à Comunidade Britânica de Nações.

### Eleições e últimas décadas do século XX
As eleições de 1979 foram vencidas pelo Partido Trabalhista de Santa Lúcia (SLP), que indicou Allan Louisy primeiro-ministro. John Compton, do conservador Partido dos Trabalhadores Unidos (UWP), foi o primeiro-ministro entre 1982 a 1998. Ele enfrentou, a partir de 1993, protestos contra o corte dos benefícios na exportação de banana para a União Europeia. Em 1996 foi substituído por Vaughan Lewis, também do UWP. Nas eleições de 1997, o SLP saiu vitorioso e indicou para primeiro-ministro Kenny Anthony, reeleito em 2001.
Em 1999, os plantadores de banana de Santa Lúcia ameaçam substituir o plantio da fruta pelo da maconha caso não recuperassem o mercado europeu, perdido por denúncias feitas pelos norte-americanos à Organização Mundial do Comércio (OMC) de que as ex-colônias europeias do Caribe recebiam subsídios irregulares da UE. Desde 2000, o país é considerado paraíso fiscal, mas se comprometeu com a Organização para a Cooperação e Desenvolvimento Económico (OCDE) a adotar práticas de transparência financeira.

### Século XXI
Em 2006, os Estados Unidos aboliram as tarifas impostas às importações de banana de Santa Lúcia, que vigorava desde 1999. Nas eleições de 2006, o UWP conquistou 11 das 17 cadeiras, e John Compton tornou-se primeiro-ministro. Ele morreu em 2007, e Stephenson King, também do UWP, assumiu o cargo.
Na rodada de negociações da OMC, em julho de 2008, a União Europeia cancelou um acordo que reduziria as tarifas impostas sobre suas importações de banana, do qual Santa Lúcia seria grande favorecida. Em reação à crise econômica mundial, o governo incluiu no orçamento de 2009 benefícios fiscais para a população de baixa renda, com a ajuda de empréstimo da União Europeia e de Taiwan, que intensificaram laços comerciais com a ilha. No início de 2009, o governo anunciou a intenção de reintroduzir a pena de morte, por causa do crescente número de assassinatos.

## Geografia

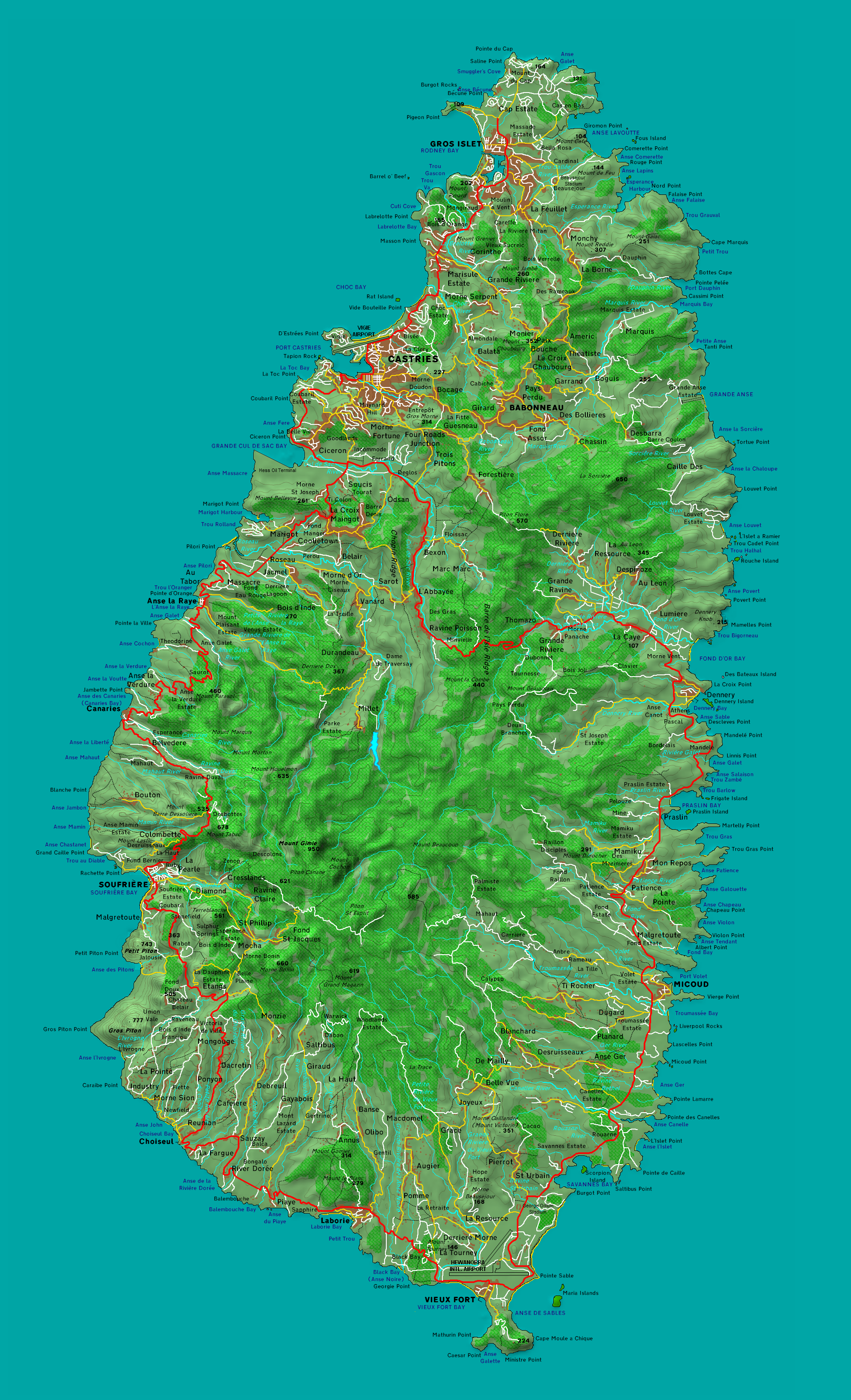
Mapa de Santa Lúcia.

A ilha de Santa Lúcia, como as suas vizinhas, tem origem vulcânica. É percorrida de norte a sul por uma cadeia de montanhas, a mais alta das quais é o monte Gimie, com 959 m de altitude. Dois montes gêmeos de grande beleza, o Gros Piton, com 798 m, e o Petit Piton, com 750 m, emolduram uma pequena baía no sudoeste.
O clima é tropical, com temperaturas médias de 27 ºC. A precipitação média anual oscila entre 1 300 mm no litoral e mais de 1 600 mm nas montanhas. Os furacões constituem permanente perigo, embora sejam menos frequentes do que em outras ilhas próximas.

## Demografia
Estima-se que em 2007 a população da ilha de Santa Lúcia fosse de 168 312.
Sua população é formada por 90,5% de afro-americanos, 5,5% de euroafricanos, 3,2% de indianos e 0,8% de europeus meridionais. Cerca de 96% da população é cristã, sendo 78% formada por católicos e 21% por protestantes.

## Política
Santa Lúcia é uma democracia parlamentar e um reino da Commonwealth, cujo monarca é Carlos III, sendo ele o chefe de Estado de Santa Lúcia. O governador-geral é o representante do monarca na ilha e realiza as tarefas que corresponderiam ao monarca. O chefe de governo é o primeiro-ministro, que normalmente é o líder do partido que obteve a maioria dos assentos no parlamento. O atual primeiro-ministro de Santa Lúcia é Philip Pierre. O gabinete é nomeado pelo governador-geral após indicação do primeiro-ministro.
O poder legislativo é composto de um parlamento bicameral, a Câmara da Assembleia, que possui 17 membros eleitos pelo voto distrital e majoritário (first-past-the-post) para um mandato de 5 anos, e o Senado, que possui 11 membros indicados pelo governador-geral de acordo com as propostas dos partidos e da sociedade civil. O poder judiciário é chefiado pela Suprema Corte do Caribe Oriental, que é sediada em Castries. O sistema legal de Santa Lúcia é baseado na Common Law britânica.
Santa Lúcia possui um sistema bipartidário, cujos dois principais partidos do país são o Partido Trabalhista e o Partido Unido dos Trabalhadores.

### Forças armadas
Santa Lúcia não tem forças armadas. Uma Unidade de Serviços Especiais e a Guarda Costeira estão sob o comando da Polícia Real de Santa Lúcia.

### Relações exteriores
Santa Lúcia mantém relações amigáveis com os países caribenhos, bem como com o Reino Unido, os Estados Unidos, o Canadá e a França. O país não tem disputas internacionais atualmente e faz parte da Comunidade do Caribe (CARICOM), da Organização dos Estados do Caribe Oriental (OECS) e da Commonwealth e da Francofonia.[carece de fontes?] Desde 9 de dezembro de 1979, Santa Lúcia faz parte das Nações Unidas.

## Subdivisões

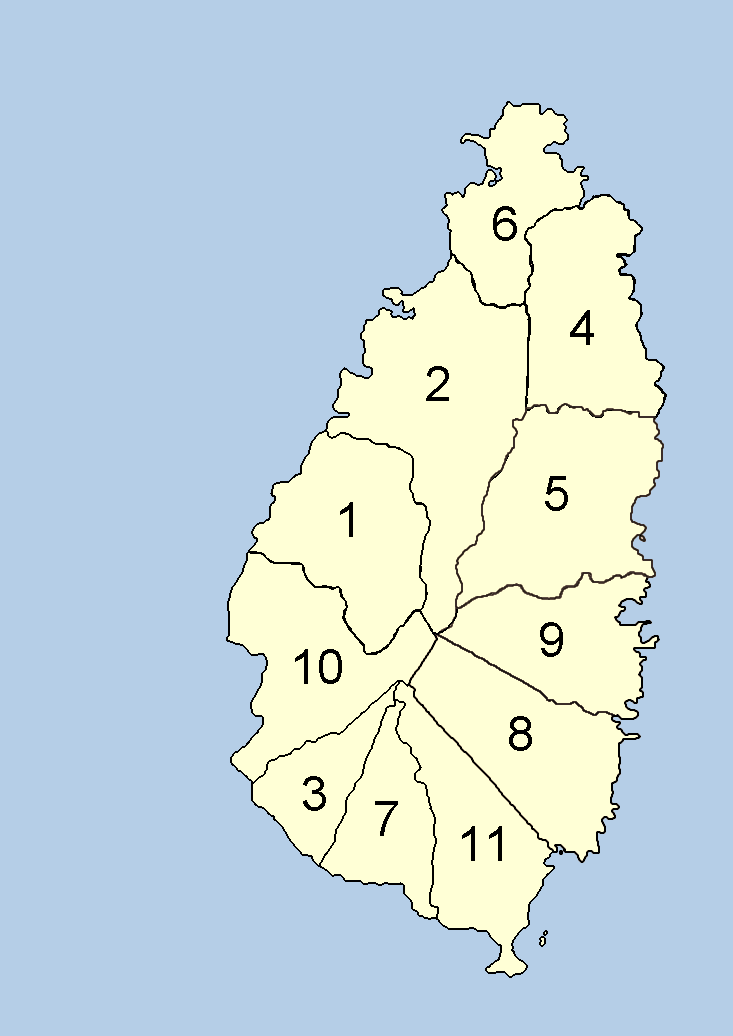
Distritos de Santa Lúcia.

A ilha está dividida em 11 distritos (quarters), que foram criados pelo governo colonial francês e continuaram a existir durante a colonização britânica. Os distritos são:
- Anse La Raye
- Castries
- Choiseul
- Dauphin
- Dennery
- Gros Islet
- Laborie
- Micoud
- Praslin
- Soufrière
- Vieux Fort

## Economia

Principais produtos de exportação de Santa Lúcia em 2019.

Os investimentos feitos pelo país, como melhorias em estradas, comunicações, abastecimento de água, esgotamento sanitário e instalações portuárias, têm atraído investimento estrangeiro no turismo e no armazenamento de petróleo e transbordo. No entanto, o setor turístico diminuiu a partir de 2009. A recente mudança no regime de preferência de importação da União Europeia e o aumento da concorrência de produtos agrícolas latino-americanos - principalmente a banana - fizeram uma diversificação econômica cada vez mais importante em Santa Lúcia.
A ilha tem sido capaz de atrair negócios e investimentos estrangeiros, especialmente em seus setores bancário e de turismo no exterior, que é a principal fonte econômica da ilha. O setor industrial é o mais diversificado na área leste do Caribe, e o governo está tentando revitalizar a indústria da banana. Apesar do crescimento negativo em 2011, os fundamentos econômicos continuam sólidos e crescimento da economia deve se recuperar no futuro. O Produto interno bruto (PIB) do país é de US$ 2,101 bilhões, fazendo desta a 187ª maior economia do mundo.
A inflação tem sido relativamente baixa, com média de 5,5% entre 2006 e 2008. A moeda de Santa Lúcia é o Dólar do Caribe Oriental (EC $), uma moeda regional compartilhada entre os membros da União Monetária do Caribe Oriental (ECU). O Banco Central do Caribe Oriental (EC) emite os $ CE, administra a política monetária e regula e fiscaliza as atividades bancárias comerciais nos países membros. Em 2003, o governo iniciou uma reestruturação global da economia, incluindo a eliminação de controles de preços e a privatização da companhia bananeira do Estado.

## Cultura
A cultura de Santa Lúcia é fortemente influenciada por costumes africanos, indianos, franceses e ingleses. Uma das línguas secundárias no país é o crioulo santa-lucense, falado por quase toda a população.
Santa Lúcia possui a maior proporção de laureados com o prêmio Nobel, com respeito ao total da população de qualquer país soberano do mundo. Dois vencedores vieram de Santa Lúcia: Sir William Arthur Lewis ganhou o Prêmio Nobel de Economia em 1979, e o poeta Derek Walcott recebeu o Prêmio Nobel de Literatura em 1992.

### Festivais
Festivais culturais santalucienses incluem o La Rose e La Marguerite, o primeiro representando uma sociedade fraterna santaluciense nativa conhecida como a Ordem da Rosa, que é formado no molde do Rosa-cruz, e o segundo representa o seu tradicional rival, a sociedade nativa santa-luciense de Maçonaria, conhecida como a Ordem do Marguerite. as referências a suas origens como versões de preexistente sociedades secretas externas pode ser visto em um mural pintado por Dunstan St Omer, representando a santa trindade de Osíris, Hórus e Isis.
O maior festival do ano é o Festival de Jazz de Santa Lúcia. Realizado no início de maio, em vários locais em toda a ilha, que atrai visitantes e músicos de todo o mundo. O grand finale é realizado na Ilha Pigeon, que está localizado ao norte da ilha. Tradicionalmente, em comum com outros países do Caribe, Santa Lúcia realizava um carnaval antes da Quaresma. Em 1999, o governo mudou o Carnaval para meados de julho para evitar competir com o carnaval de Trinidad e Tobago - visto como maior e mais atrativo - de forma a atrair mais visitantes estrangeiros.
Em maio de 2009, o país comemorou o seu 150º aniversário de imigração indiana para a ilha.
| Data            | Nome em português       | Nome local         | Observações |
| --------------- | ----------------------- | ------------------ | ----------- |
| 1 de janeiro    | Ano novo                | New Year's Day     | -           |
| 2 de janeiro    | Feriado do ano novo     | New Year's Holiday | -           |
| 22 de fevereiro | Dia da independência    | Independence Day   | -           |
| 22 de março     | Dia da Honra à Bandeira | Honor the Flag Day | -           |
| 1 de maio       | Dia do trabalho         | Labour Day         | -           |
| 1 de agosto     | Dia da emancipação      | Emancipation Day   | -           |
| 13 de dezembro  | Dia da nação            | National Day       | -           |
| 25 de dezembro  | Natal                   | Christmas Day      | -           |
| 26 de dezembro  | Dia após o Natal        | Boxing Day         | -           |